# Била, Франк
Франк Била (нем. Frank Biela; род. 2 августа 1964, Нойс, Северный Рейн-Вестфалия) — немецкий автогонщик.

## Биография
Франк Била родился 2 августа 1964 г. в Нойсе (Германия). Его гоночная карьера началась в 1983 г. с картинга, а в 1984 г. он стал участником молодёжной программы Форд, вместе с Мануэлем Рёйтером и Берндом Шнайдером. Он выступал в Формуле Форд и Формуле-3, прежде чем сел за руль Форд Сьерра Косворт в серии ДТМ и в первый же год добился победы. Франк продолжил совмещать выступления в ДТМ с гонками в Формуле-3 до 1989 г., но на него не обращали внимания руководители престижных формульных серий, и он переключился на кузовные гонки, однако выше 10го места в ДТМ он не поднимался до 1991 г. В этом году он перешёл в Ауди и одержав 4 победы и ещё трижды поднявшись на подиум, сменил Ханса-Йоахми Штука на месте чемпиона ДТМ. С тех пор Била всегда выступал только на Ауди. Провал Ауди в следующем сезоне вынудил его покинуть ДТМ и перейти во Французский Туринг, который он в следующем году выиграл. Следующие два года он провел в Немецком Супертуринге, завершив сезоны на 2-м и 3-м месте соответственно, а затем ещё два года в BTCC, закончив сезоны с 1 м и 2 м результатом. Однако сезон 1998 г. в STW уже не принес больших лавров — 14е место и ни одной победы.

## Гонки на выносливость
В 1999 г. Била перешёл в новую программу Ауди по участию в длинных гонках, с новой машиной R8R. Свою первую же гонку он закончил на 3-м месте, что очень воодушевило руководство команды. На следующий год все заводские команды ушли и Ауди R8 безраздельно властвовали в Ле-Мане. Била выиграл следующие три гонки, а также первые 2 гонки с новым дизельным R10, доведя свой счет побед до 5, что уступает только Жаки Иксу (6) и Тому Кристенсену (8). Также он участвовал с R8 и R10 в ALMS, одержав 13 побед и став чемпионом в 2005 г.
В 2004 г. Била вернулся в ДТМ с Team Joest, но никаких серьёзных результатов не показал.

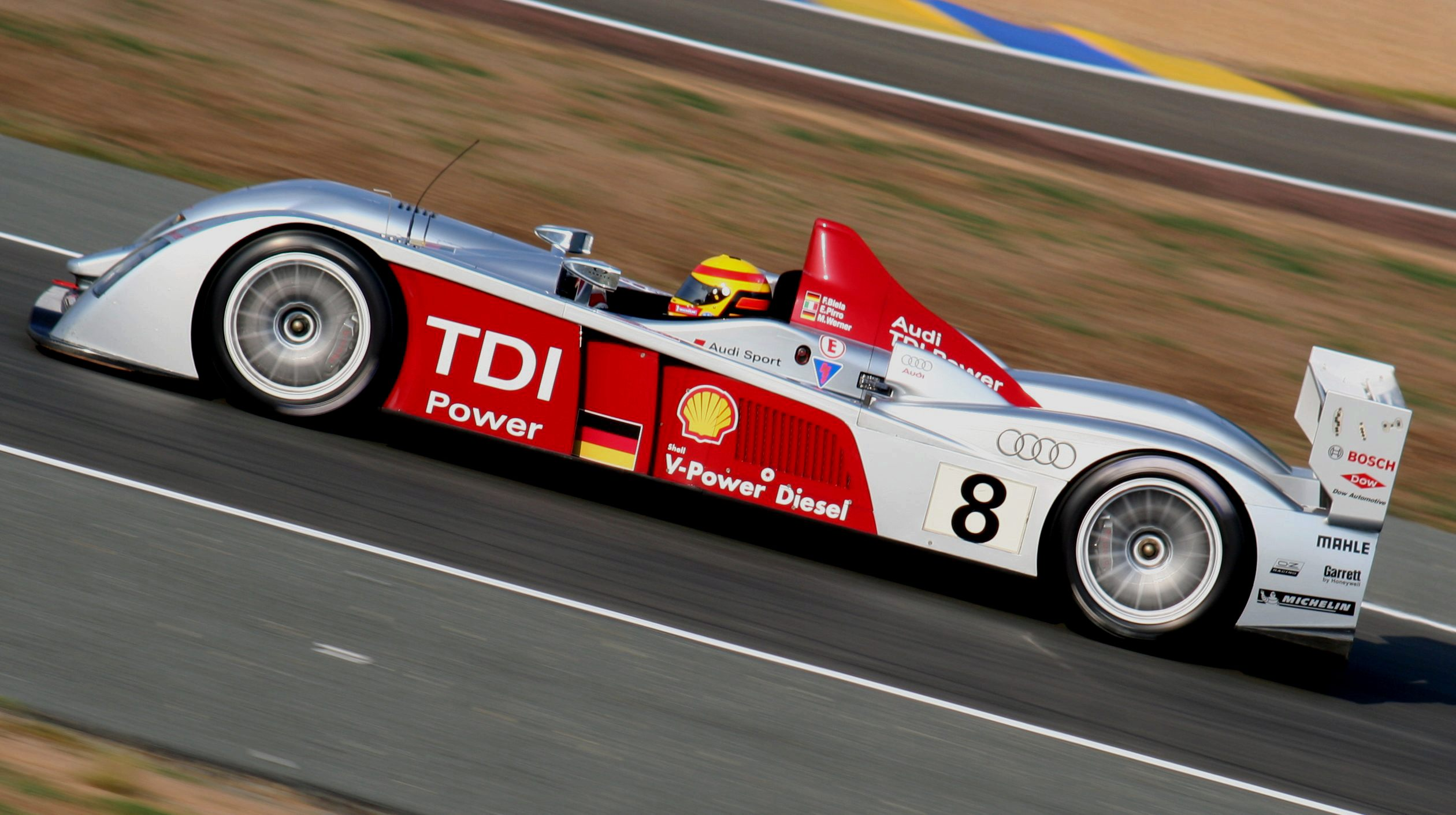
Била за рулем Audi R10 в гонке 24 часа Ле-Мана 2006 г.

| Год  | Команда                          | Напарники                     | Машина       | Класс  | Круги | ОП   | КП   |
| ---- | -------------------------------- | ----------------------------- | ------------ | ------ | ----- | ---- | ---- |
| 1999 | Audi Sport Team Joest            | Дидье Тейс Эмануэле Пирро     | Audi R8R     | LMP    | 360   | 3    | 3    |
| 2000 | Audi Sport Team Joest            | Том Кристенсен Эмануэле Пирро | Audi R8      | LMP900 | 368   | 1    | 1    |
| 2001 | Audi Sport Team Joest            | Том Кристенсен Эмануэле Пирро | Audi R8      | LMP900 | 321   | 1    | 1    |
| 2002 | Audi Sport Team Joest            | Том Кристенсен Эмануэле Пирро | Audi R8      | LMP900 | 375   | 1    | 1    |
| 2003 | Audi Sport UK / Arena Motorsport | Перри Маккарти Мика Сало      | Audi R8      | LMP900 | 28    | Сход | Сход |
| 2004 | Audi Sport UK Team Veloqx        | Алан Макниш Пьер Каффер       | Audi R8      | LMP1   | 350   | 5    | 5    |
| 2005 | ADT Champion Racing              | Алан Макниш Эмануэле Пирро    | Audi R8      | LMP1   | 364   | 3    | 3    |
| 2006 | Audi Sport Team Joest            | Марко Вернер Эмануэле Пирро   | Audi R10 TDI | LMP1   | 380   | 1    | 1    |
| 2007 | Audi Sport North America         | Марко Вернер Эмануэле Пирро   | Audi R10 TDI | LMP1   | 369   | 1    | 1    |
| 2008 | Audi Sport North America         | Марко Вернер Эмануэле Пирро   | Audi R10 TDI | LMP1   | 367   | 6    | 6    |